# Autumn (groupe néerlandais)
Pour les articles homonymes, voir Autumn.
Autumn est un groupe de metal gothique néerlandais, originaire de Groningue, aux Pays-Bas. Le groupe est formé par un line-up original composé de Bert Ferwerda (guitare), Meindert Sterk (basse), et Hilbrand Woude (batterie). En 2007, le groupe signe avec le label Metal Blade Records puis y fait paraître l'album My New Time la même année.

## Biographie

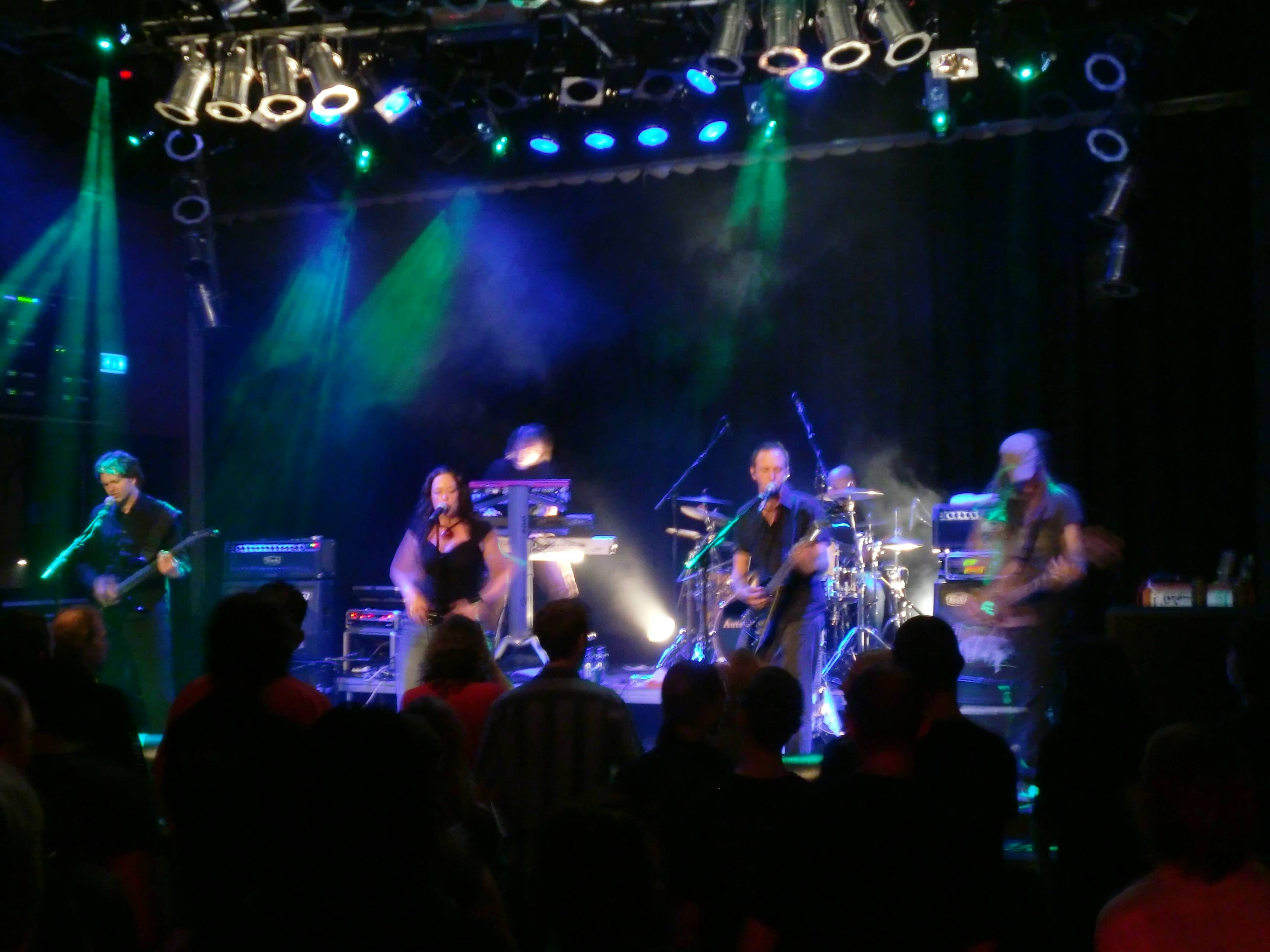
Autumn sur scène en 2009.

Autumn est formé en automne 1995, à Groningue, aux Pays-Bas avec comme line-up original : Bert Ferwerda à la guitare, Meindert Sterk à la basse, et Hilbrand Woude à la batterie, des anciens membrs du groupe Putrefaction. Peu après, le line-up ajoute le claviériste Menno Terpstra. Deux mois plus tard, le batteur Hilbrand Woude est remplacé par Jan Grijpstra. En été 1997, le groupe enregistre un album démo de quatre chansons CD intitulé Samhain avant de préparer leur première tournée locale. Au printemps 1999, Welmoed quitte le groupe à cause de problème de santé, et se voit remplacer par Nienke de Jong. Un mois plus tard, Jeroen Bakker est ajouté au line-up pour les morceaux de guitare rythmique. Autumn fait paraître son premier album studio intitulé When Lust Evokes the Curse le 24 mai 2002 au label Samhain Records. Un second album, Summer's End est commercialisé en 2004.
Au début de 2007, le label Metal Blade Records annonce un contrat avec Autumn. Toujours au début de 2007, le groupe poste deux nouvelles chansons sur leur profil Myspace pour leur troisième album à venir, My New Time et Satellites. L'album, intitulé My New Time, est prévu paraître le 27 avril au Benelux, le 4 mai en Allemagne, en Autriche et en Suisse, et le 7 mai en Europe. Produit par Arno Krabman au Graveland Studio et mixé par Jochem Jacobs au Split Second Sound Studio, My New Time est décrit comme « un album puissant, heavy et mélodique qui impressionnera les fans de gothic rock/metal à travers le monde. » Début mars 2007, la couverture de l'album est révélée. Le 29 mai 2007, Autumn fait paraître son troisième album studio, My New Time. Dans cet album, le groupe mélange leur sonorité goth classique à du new wave, du stoner rock, et du metal. Il est classé à la 72e place des classements musicaux néerlandais le 5 mai, et à la 85e place le 12 mai.
Le 3 mars 2009, le groupe fait paraître son quatrième album Altitude qui marque l'arrivée du nouveau chanteur du groupe, Marjan Welman remplaçant Nienke de Jong. Il est classé à la 94e place des classements musicaux néerlandais pendant une semaine dès le 21 février 2009.
En septembre 2011, le groupe prévoit la commercialisation de leur cinquième album studio en novembre 2011 en Europe. Entretemps, ils font paraître le titre à venir dans leur album, Black Stars In A Blue Sky, sur leur compte SoundCloud. Par la suite, Autumn fait paraître son cinquième album studio, Cold Comfort le 11 août 2011 au label Metal Blade Records. l'album est plutôt bien accueilli par la presse spécialisée,,. Le groupe fait paraître un vidéoclip du titre The Scarecrow émanant de l'album Cold Comfort. La vidéo a été tournée par Neil Mowbray aux Plaza Danza de Groningue (Pays-Bas) et Glasgow (Écosse), et édité par le bassiste Jeroen Vrielink.

## Membres
Membres actuels
- Jan Grijpstra - batterie (depuis 1996)
- Jens van der Valk - guitare, chœur (depuis 2002)
- Mats van der Valk - guitare, chœur (depuis 2005)
- Jan Munnik - claviers (depuis 2006)
- Jerome Vrielink - basse (depuis 2006)
- Marjan Welman - chant (depuis 2008)

Anciens membres
- Meindert Sterk - basse, chant (1995-2006)
- Bert Ferweda - guitare (1995-2001)
- Hildebrand van de Woude - batterie (1995-1996)
- Menno Terpstra - claviers (1996-2006)
- Welmoed Veersma - chant, flute (1996-1999)
- Nienke de Jong - chant (1999-2008)
- Jeroen Bakker - guitare (1999-2001)
- Jasper Koenders - guitare, flute (2001-2005)

## Discographie

### Démo
- 1997 : Samhain

### Albums
- 2002 : When Lust Evokes the Curse (Samhain Records)
- 2004 : Summer's End (The Electric Co./Universal)
- 2007 : My New Time (Metal Blade Records)
- 2009 : Altitude (Metal Blade Records)
- 2011 : Cold Comfort (Metal Blade Records)

### Singles
- 2005 : Gallery of Reality